# Jakub Menšík
Jakub Menšík (ur. 1 września 2005 w Prościejowie) – czeski tenisista, reprezentant kraju w Pucharze Davisa, olimpijczyk z Paryża (2024).

## Kariera tenisowa
Startując w rozgrywkach juniorów, Jakub Menšík w 2022 roku osiągnął finał Australian Open w grze pojedynczej chłopców. Przegrał w nim 6:7(4), 7:6(6), 5:7 z Brunem Kuzuharą. Podczas notowania 4 kwietnia 2022 został sklasyfikowany na pozycji wicelidera rankingu juniorskiego ITF.
W karierze w turniejach ATP Tour wygrał jeden tytuł z dwóch rozegranych finałów.
Od września 2023 roku reprezentant Czech w Pucharze Davisa.
Olimpijczyk z Paryża (2024), gdzie w turnieju singlowym dotarł do drugiej rundy przegrywając z Tommym Paulem.
W rankingu gry pojedynczej najwyżej był na 24. miejscu (31 marca 2025), a w zestawieniu gry podwójnej na 386. pozycji (3 lutego 2025).

### Finały w turniejach ATP Tour
| Legenda                                      |
| -------------------------------------------- |
| Wielki Szlem                                 |
| Igrzyska olimpijskie                         |
| Tennis Masters Cup / ATP Finals              |
| ATP Masters Series / ATP Tour Masters 1000   |
| ATP International Series Gold / ATP Tour 500 |
| ATP International Series / ATP Tour 250      |

#### Gra pojedyncza (1–1)
| Końcowy wynik | Nr | Data           | Turniej | Nawierzchnia | Przeciwnik      | Wynik finału   |
| ------------- | -- | -------------- | ------- | ------------ | --------------- | -------------- |
| Finalista     | 1. | 24 lutego 2024 | Doha    | Twarda       | Karen Chaczanow | 6:7(12), 4:6   |
| Zwycięzca     | 1. | 30 marca 2025  | Miami   | Twarda       | Novak Đoković   | 7:6(4), 7:6(4) |

#### Gra podwójna (0–1)
| Końcowy wynik | Nr | Data            | Turniej  | Nawierzchnia | Partner      | Przeciwnicy                 | Wynik finału      |
| ------------- | -- | --------------- | -------- | ------------ | ------------ | --------------------------- | ----------------- |
| Finalista     | 1. | 5 stycznia 2025 | Brisbane | Twarda       | Jiří Lehečka | Julian Cash Lloyd Glasspool | 3:6, 7:6(2), 6–10 |

### Finały juniorskich turniejów wielkoszlemowych

#### Gra pojedyncza (0–1)
| Końcowy wynik | Nr | Data             | Turniej                    | Nawierzchnia | Przeciwnik     | Wynik finału        |
| ------------- | -- | ---------------- | -------------------------- | ------------ | -------------- | ------------------- |
| Finalista     | 1. | 29 stycznia 2022 | Australian Open, Melbourne | Twarda       | Bruno Kuzuhara | 6:7(4), 7:6(6), 5:7 |